# 本堂茂親
本堂 茂親（ほんどう しげちか、天正13年（1585年） - 正保2年5月2日（1645年7月3日））は、安土桃山時代から江戸時代初期の武将・旗本。常陸国志筑初代領主。名乗りは伊勢守。子に本堂栄親、本堂親澄、本堂保親ら。

## 来歴
天正13年（1585年）、出羽仙北郡本堂城主本堂忠親の嫡男として生まれる。父・忠親は天正18年（1590年）の小田原征伐でいち早く小田原の豊臣秀吉の陣中に馳せ参じて8983石余の所領を安堵されている。こののち家督を相続する。
慶長5年（1600年）の関ヶ原の戦いでは徳川家康方に与力する。父・忠親と共に在国して本堂城を守る傍ら、最上義光の指揮下に入って上杉景勝や隣国の小野寺氏領の一揆鎮圧に対する征討戦で活躍している。戦後あらためて旗本となり、翌慶長6年1月に伏見城勤番をつとめた後、同年6月に出羽国に減封となった佐竹氏と入れ替わりに常陸国新治郡志筑に8500石で入部する。
その後は慶長9年（1604年）に江戸城の堀普請の一翼を任され、慶長14年（1609年）には笠間城勤番をつとめる。慶長19年（1614年）の大坂冬の陣では徳川方として従軍し、翌年の大坂夏の陣では二条城留守居役をつとめた。その後は伏見城御番や駿河国久野城御番、陸奥国岩城城勤番、大坂城御番、甲斐国谷村城・甲府城勤番などを歴任する。
寛永21年（1645年）4月、甲府城勤番に赴く途中に落馬、これが元で同年5月2日に死去した。享年61。墓所は、茨城県かすみがうら市の長興寺。法名は良英。